# Championnat de Bulgarie de football 1954
Navigation
Saison précédente Saison suivante
La saison 1954 du Championnat de Bulgarie de football était la 30e édition du championnat de première division en Bulgarie. Les seize meilleurs clubs du pays sont regroupés au sein d'une poule unique où ils s'affrontent deux fois au cours de la saison, à domicile et à l'extérieur. En fin de saison, les 3 derniers au classement sont relégués et remplacés par les 3 meilleurs clubs de deuxième division.
C'est le CDNA Sofia qui remporte la compétition en terminant en tête du classement final, avec 7 points d'avance sur le DSO Udarnik Sofia. C'est le 5e titre de champion de l'histoire du club. Le tenant du titre, le DSO Dinamo Sofia, ne finit qu'à la 5e place, à 17 points du CDNA, qui réalise même le doublé en battant le DSO Udarnik Sofia en finale de la Coupe de Bulgarie.

## Les clubs participants
| - DSO Dinamo Sofia - DSO Udarnik Sofia - DSO Spartak Pleven - VMS Stalin - CDNA Sofia - DSO Torpedo Pleven - Promu de B PFG - DSO Spartak Plovdiv | - DSO Lokomotiv Sofia - DSO Lokomotiv Plovdiv - DSO Minyor Dimitrovo - DSO Cherveno zname Kyustendi - Promu de B PFG - Zavod 12 Sofia - Promu de B PFG - DSO Udarnik Stara Zagora - Promu de B PFG - DSO Spartak Stalin - Promu de B PFG |

## Compétition

### Classement
Le barème utilisé pour établir le classement est le suivant :
- Victoire : 2 points
- Match nul : 1 point
- Défaite, abandon ou forfait : 0 point

| Rang | Équipe                          | Pts | J  | G  | N  | P  | Bp | Bc | Diff |
| ---- | ------------------------------- | --- | -- | -- | -- | -- | -- | -- | ---- |
| 1    | CDNA Sofia C                    | 45  | 26 | 20 | 5  | 1  | 76 | 14 | +62  |
| 2    | DSO Udarnik Sofia               | 38  | 26 | 17 | 4  | 5  | 67 | 24 | +43  |
| 3    | DSO Lokomotiv Sofia             | 36  | 26 | 15 | 6  | 5  | 56 | 25 | +31  |
| 4    | Zavod 12 Sofia P                | 29  | 26 | 9  | 11 | 6  | 26 | 24 | +2   |
| 5    | DSO Dinamo Sofia T              | 28  | 26 | 9  | 10 | 7  | 39 | 26 | +13  |
| 6    | DSO Lokomotiv Plovdiv           | 25  | 26 | 8  | 9  | 9  | 33 | 32 | +1   |
| 7    | VMS Stalin                      | 25  | 26 | 9  | 7  | 10 | 27 | 29 | -2   |
| 8    | DSO Minyor Dimitrovo            | 24  | 26 | 9  | 6  | 11 | 32 | 36 | -4   |
| 9    | DSO Spartak Plovdiv             | 24  | 26 | 9  | 6  | 11 | 29 | 34 | -5   |
| 10   | DSO Spartak Stalin P            | 23  | 26 | 7  | 9  | 10 | 34 | 42 | -8   |
| 11   | DSO Spartak Pleven              | 23  | 26 | 6  | 11 | 9  | 17 | 25 | -8   |
| 12   | DSO Cherveno zname Kyustendil P | 20  | 26 | 7  | 6  | 13 | 19 | 50 | -31  |
| 13   | DSO Torpedo Pleven P            | 15  | 26 | 5  | 5  | 16 | 13 | 51 | -38  |
| 14   | DSO Udarnik Stara Zagora P      | 9   | 26 | 2  | 5  | 19 | 13 | 69 | -56  |

|  | Champion de Bulgarie 1954                                                          |
|  | Relégation directe en B PFG                                                        |
|  | T Tenant du titre C Vainqueur de la Coupe de Bulgarie P Promu de deuxième division |

## Bilan de la saison
| Championnat de Bulgarie de football 1954 |                               |
| Champion                                 | CDNA Sofia (5e titre)         |
| Coupes et trophées                       |                               |
| Vainqueur de la Coupe de Bulgarie 1954   | CDNA Sofia                    |
| Promotions et relégations                |                               |
| Promus en A PFL                          | DNA Plovdiv                   |
| Promus en A PFL                          | VVS Sofia                     |
| Promus en A PFL                          | DSO Cherveno zname Pavlikeni  |
| Relégués en B PFL                        | DSO Cherveno zname Kyustendil |
| Relégués en B PFL                        | DSO Torpedo Pleven            |
| Relégués en B PFL                        | DSO Udarnik Stara Zagora      |